# Église Saint-Samson de Lintot
L'église Saint-Samson est une église catholique située dans la commune de Lintot, en France.

## Localisation
L'église est située à Lintot, commune du département français de la Seine-Maritime.

## Historique
L'église est datée du XIIe siècle, XVIe siècle et XVIIe siècle.
Le curé fait restaurer l'édifice après la guerre de Cent Ans et des prédations commises par les troupes anglaises.
L'édifice est transformé aux XVIe siècle et XVIIe siècle.
L'édifice est inscrit au titre des monuments historiques depuis le 24 novembre 1926 : le clocher et le chœur font l'objet de l'inscription.

## Description
L'église contient une cloche datée de 1860.